# Поломка (приток Гайвы)
Поломка — малая река в Пермском крае, левый приток Гайвы (бассейн Камы).
Длина — около 2,1 км. Уклон реки 16,7 м/км (‰).

## География
Берёт начало в болотистой местности на восточном склоне горы Круглый Мыс на высоте 140 м над уровнем моря. Протекает в юго-западном направлении по смешанному лесу. На берегах реки на всём протяжении растёт берёза и ель. В северной части реки в 0,5 км от истока через реку по насыпи проходит автомобильная дорога. В южной части Поломку пересекает линия электропередач, с просекой в лесу шириной в 50 м. Вблизи реки в лесном массиве значительную площадь занимают вырубки, зарастающие мелколиственными породами. В нижнем течении (на протяжении около 0,5 км) протекает по территории Дзержинского района Перми, где на южном берегу расположена территория Пермского завода химического синтеза. Впадает в Гайву слева в излучину на реке на высоте от 104 до 106 м над уровнем моря.